# Punta di Quaira
La Punta di Quaira (2.752 m s.l.m. - Karspitze in tedesco) è una montagna delle Alpi Retiche meridionali. Con i suoi 2752 m s.l.m., costituisce la cima più alta della Catena delle Maddalene, nonché il suo limite sud-occidentale (Passo di Rabbi).

## Ascensione alla vetta
La cima è raggiungibile grazie a due sentieri, che sono:
- il sentiero numero 12, che dal Passo Alplaner, passa attraverso Cima del Lago e Cima Tuatti, raggiunge Punta di Quaira e quindi l'abitato di Rabbi;
- il sentiero numero 8 che parte dalla Val d'Ultimo.